# Strøgods
Strøgods er faste ejendomme som fæstegårde, som ikke ligger i nærheden af hinanden, men i et større geografisk område og i nogle tilfælde i flere landsdele.
| Sprog | Spire Denne artikel om sprog er en spire som bør udbygges. Du er velkommen til at hjælpe Wikipedia ved at udvide den. |